# Sinkiw
Sinkiw (ukrainisch Зіньків; russisch Зеньков Senkow, polnisch Zieńków) ist eine Stadt in der zentralukrainischen Oblast Poltawa am Ufer des Flusses Taschan. Sie war bis 2020 der Verwaltungssitz des gleichnamigen Rajons Sinkiw.

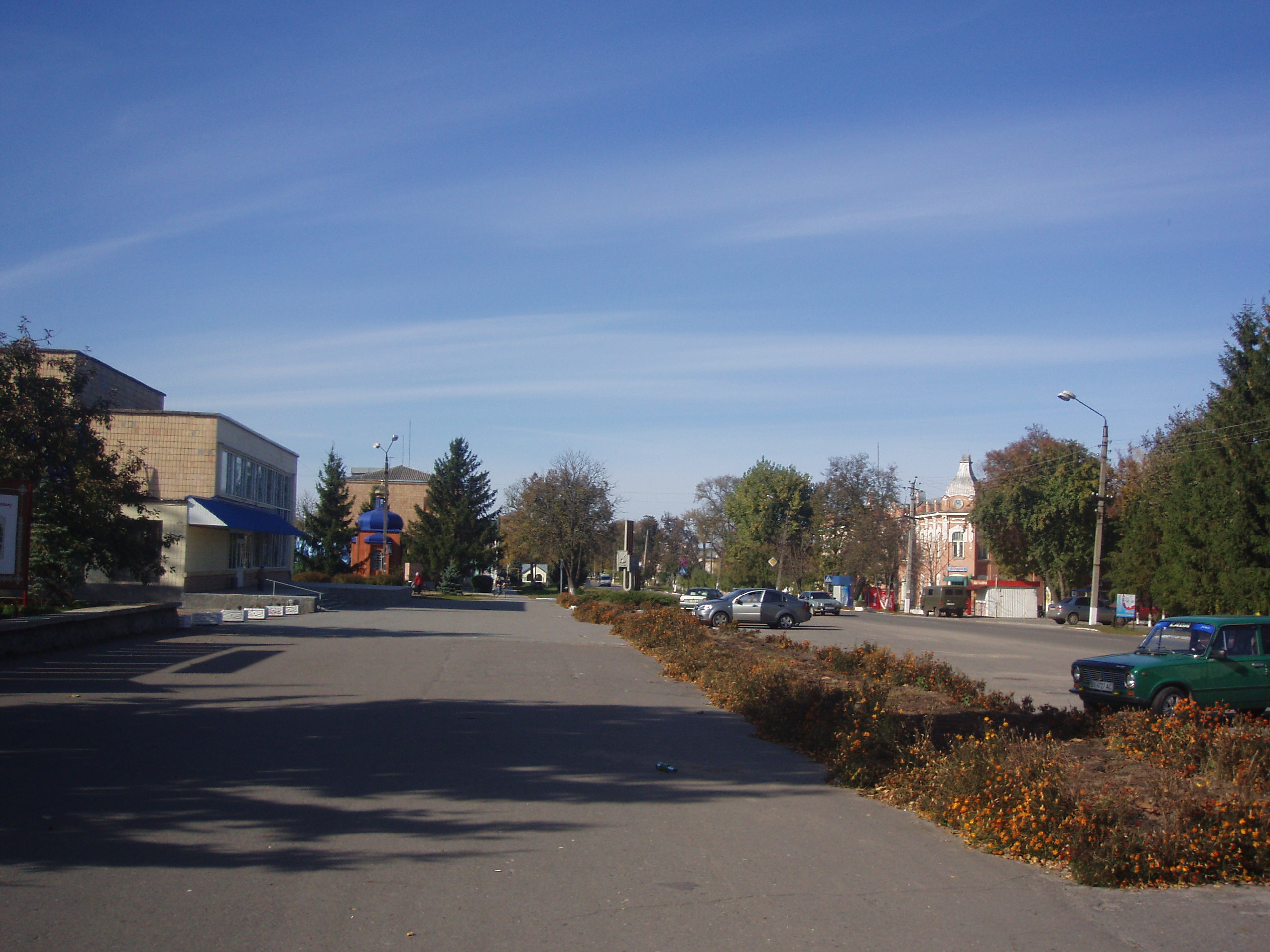
Stadtzentrum

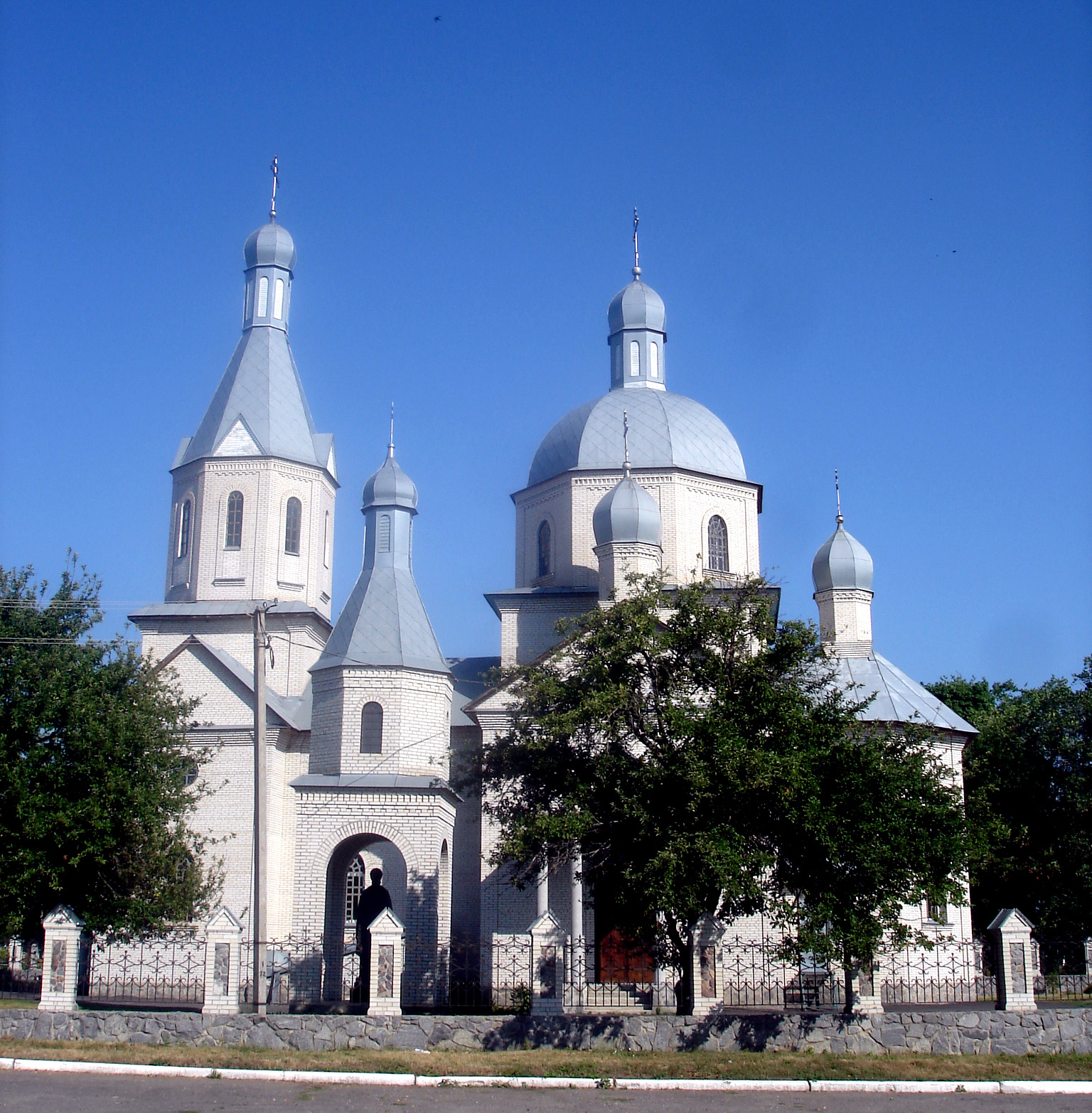
Orthodoxe Kirche im Ort

## Geschichte
Der Ort wird erstmals 1604 urkundlich erwähnt, als dieses Gebiet Teil des Polnisch-Litauischen Reiches war. In dieser Zeit wurde in Sinkiw ein Fort errichtet. Ab 1648 war der Ort im Zuge des kosakischen Unabhängigkeitskampfes Teil des Poltawer Regiments, kam aber ab Ende des 17. Jahrhunderts zum Russischen Reich. 1781 wurden Sinkiw Stadtrechte und Wappen verliehen. 1783 lebten in dem Ort 7.212 Einwohner, darunter 3.596 Männer und 3.616 Frauen. Ab 1796 gehörte Sinkiw zum Kleinrussischen Gouvernement, 1802 wurde sie Teil des Gouvernement Poltawa.
In der ersten Hälfte des 19. Jahrhunderts stieg die Bevölkerung stark an. Lebten 1805 noch 6.707 Einwohner in der Stadt, so waren es 1862 bereits 9.810, darunter 5.117 Männer und 4.693 Frauen. Danach ging die Bevölkerung bis 1891 auf 9.377 Einwohner, davon 4.590 Männer und 4.787 Frauen zurück, wobei der Judenanteil bei 9,4 % lag. Bis 1897 stieg die Einwohnerzahl aber wieder auf 10.443 Einwohner an. Darunter stellten die Ukrainer mit 85,8 % die größte ethnische Bevölkerungsgruppe. Weitere größere Gruppen waren Juden (12,1 %) und Russen (1,8 %). 1912 wurde ein Jungen- und 1915 ein Mädchengymnasium eröffnet, 1920 eine industriell-technische Schule.
Im 20. Jahrhundert stagnierte das Wachstum der Stadt, was teilweise auf die menschlichen Verluste durch den Russischen Bürgerkrieg, die Hungersnot und den Zweiten Weltkrieg zurückzuführen ist. Daneben hat aber auch eine Rolle gespielt, dass die Stadt nur über einen Schmalspurbahnanschluss verfügt. 1970 verfügte der Ort über eine Molkerei, eine Gemüsekonservenfabrik und zwei Möbelfabriken.
Nachdem 1970 in der Stadt 12.300 Einwohner lebten, sank die Zahl bis 1979 auf 10.210. In den 1980er Jahren konnte sich die Zahl bis 1989 wieder etwas auf 11.244 Einwohner erhöhen. Damit lag die Zahl nur gering über derjenigen von 1897. Seitdem ist die Bevölkerung im Zuge der Transitionskrise leicht zurückgegangen.

## Demographie

### Sprache
| Muttersprache       | 2001 (%) |
| ------------------- | -------- |
| Ukrainisch          | 96,83    |
| Russisch            | 2,89     |
| andere/ohne Angaben | 0,28     |

## Wirtschaft und Verkehr
Der wirtschaftliche Schwerpunkt der Stadt liegt auf der Nahrungsmittelindustrie. Sinkiw liegt an der territorialen Straße T-1706, welche Hadjatsch mit Poltawa verbindet. Die Stadt ist lediglich über eine Schmalspurbahn an das Eisenbahnnetz angeschlossen, über welche sie mit Ochtyrka verbunden ist.

## Verwaltungsgliederung
Am 17. September 2019 wurde die Stadt zum Zentrum der neugegründeten Stadtgemeinde Sinkiw (Зіньківська міська громада/Sinkiwska miska hromada). Zu dieser zählen auch die 10 Dörfer Chmariwka, Hussaky, Dowschyk, Dubiwka, Dubjahy, Prozenky, Pylypenky, Stara Mychajliwka, Stupky und Syweryniwka, bis dahin bildete sie zusammen mit den Dörfern Chmariwka, Dubiwka, Hussaky, Pylypenky und Syweryniwka die gleichnamige Stadtratsgemeinde Sinkiw (Зіньківська міська рада/Sinkiwska miska rada) im Zentrum des Rajons Sinkiw.
Am 12. Juni 2020 kamen noch die 73 in der untenstehenden Tabelle aufgelisteten Dörfer zum Gemeindegebiet.
Am 17. Juli 2020 kam es im Zuge einer großen Rajonsreform zum Anschluss des Rajonsgebietes an den Rajon Poltawa.
Folgende Orte sind neben dem Hauptort Sinkiw Teil der Gemeinde:
| Name                     | Name             | Name                                        |
| ukrainisch transkribiert | ukrainisch       | russisch                                    |
| ------------------------ | ---------------- | ------------------------------------------- |
| Arseniwka                | Арсенівка        | Арсеневка (Arsenewka)                       |
| Arteljarschtschyna       | Артелярщина      | Артелярщина (Arteljarschtschina)            |
| Birky                    | Бірки            | Борки (Borki)                               |
| Bobriwnyk                | Бобрівник        | Бобровник (Bobrownik)                       |
| Budky                    | Будки            | Будки (Budki)                               |
| Chmariwka                | Хмарівка         | Хмаровка (Chmarowka)                        |
| Chrapatschiw Jar         | Храпачів Яр      | Храпачов Яр (Chrapatschow Jar)              |
| Chrypky                  | Хрипки           | Хрипки (Chripki)                            |
| Dadakaliwka              | Дадакалівка      | Дадакаловка (Dadakalowka)                   |
| Damaska                  | Дамаска          | Дамаска                                     |
| Dejkaliwka               | Дейкалівка       | Дейкаловка (Deikalowka)                     |
| Dowbniwka                | Довбнівка        | Довбневка (Dowbnewka)                       |
| Dowschok                 | Довжок           | Должок (Dolschok)                           |
| Dowschyk                 | Довжик           | Должик (Dolschik)                           |
| Dubiwka                  | Дубівка          | Дубовка (Dubowka)                           |
| Dubjahy                  | Дуб'яги          | Дубяги (Dubjagi)                            |
| Dubjanschtschyna         | Дуб’янщина       | Дубянщина (Dubjanschtschina)                |
| Fedoriwka                | Федорівка        | Фёдоровка (Fjodorowka)                      |
| Halijka                  | Галійка          | Галийка (Galijka)                           |
| Horobiji                 | Горобії          | Горобии (Gorobiji)                          |
| Hryschky                 | Гришки           | Гришки (Gruschki)                           |
| Hussaky                  | Гусаки           | Гусаки (Gussaki)                            |
| Ischtschenkiwka          | Іщенківка        | Ищенковка (Ischtschenkowka)                 |
| Jazyne-Okari             | Яцине-Окарі      | Яцино-Окари (Jazino-Okari)                  |
| Kilotschky               | Кілочки          | Килочки (Kilotschki)                        |
| Knjaschewa Sloboda       | Княжева Слобода  | Княжева Слобода (Knjaschewa Sloboda)        |
| Kossjaky                 | Косяки           | Косяки (Kossjaki)                           |
| Kruhle                   | Кругле           | Круглое (Krugloje)                          |
| Kyrylo-Hanniwka          | Кирило-Ганнівка  | Кирилло-Анновка (Kirillo-Annowka)           |
| Lahody                   | Лагоди           | Лагоды (Lagody)                             |
| Lewtschenky              | Левченки         | Левченки (Lewtschenki)                      |
| Ljutenski Budyschtscha   | Лютенські Будища | Лютенские Будища (Ljutenskije Budischtscha) |
| Makuchy                  | Макухи           | Макухи (Makuchi)                            |
| Manyliwka                | Манилівка        | Маниловка (Manilowka)                       |
| Matjaschi                | Матяші           | Матяши                                      |
| Morosy                   | Морози           | Морозы                                      |
| Mychajliwka              | Михайлівка       | Михайловка (Michailowka)                    |
| Mykolajiwka              | Миколаївка       | Николаевка (Nikolajewka)                    |
| Nowoseliwka              | Новоселівка      | Новосёловка (Nowosjolowka)                  |
| Odradiwka                | Одрадівка        | Отрадовка (Otradowka)                       |
| Pelenkiwschtschyna       | Пеленківщина     | Пеленковщина (Pelenkowschtschina)           |
| Perelisky                | Переліски        | Перелески (Pereleski)                       |
| Perschotrawnewe          | Першотравневе    | Першотравневое (Perschotrawnewoje)          |
| Petriwka                 | Петрівка         | Петровка (Petrowka)                         |
| Petro-Hanniwka           | Петро-Ганнівка   | Петро-Анновка (Petro-Annowka)               |
| Pidosirka                | Підозірка        | Подозерка (Podoserka)                       |
| Pirky                    | Пірки            | Пирки (Tschernjaki)                         |
| Pischtschanka            | Піщанка          | Песчанка (Pestschanka)                      |
| Pokrowske                | Покровське       | Покровское (Pokrowskoje)                    |
| Prozenky                 | Проценки         | Проценки (Prozenki)                         |
| Pylypenky                | Пилипенки        | Пилипенки (Pilipenki)                       |
| Pyschnenky               | Пишненки         | Пышненки (Prozenki)                         |
| Romaniwka                | Романівка        | Романовка (Romanowka)                       |
| Romany                   | Романи           | Романы                                      |
| Rudenky-Hontschari       | Руденки-Гончарі  | Руденки-Гончары (Rudenki-Gontschary)        |
| Sahruniwka               | Загрунівка       | Загруновка (Sagrunowka)                     |
| Sajzi                    | Зайці            | Зайцы (Saizy)                               |
| Sarantschiwka            | Саранчівка       | Саранчовка (Sarantschowka)                  |
| Schenharijiwka           | Шенгаріївка      | Шенгариевка (Schengarijewka)                |
| Schewtschenky            | Шевченки         | Шевченки (Schewtschenki)                    |
| Schkurpely               | Шкурпели         | Шкурпелы                                    |
| Schyliwka                | Шилівка          | Шиловка (Schilowka)                         |
| Slynkiwschtschina        | Слинківщина      | Слинковщина (Slinkowschtschina)             |
| Sokoliwschtschyna        | Соколівщина      | Соколовщина (Sokolowschtschina)             |
| Stara Mychajliwka        | Стара Михайлівка | Старая Михайловка (Staraja Michailowka)     |
| Stawkowe                 | Ставкове         | Ставковое (Stawkowoje)                      |
| Stupky                   | Ступки           | Ступки (Stupki)                             |
| Strilewschtschyna        | Стрілевщина      | Стрелевщина (Strelewschtschina)             |
| Sulymy                   | Сулими           | Сулимы (Sulimy)                             |
| Switschkariwschtschyna   | Свічкарівщина    | Свечкаревщина (Swetschkarewschtschina)      |
| Syweryniwka              | Сиверинівка      | Севериновка (Sewerinowka)                   |
| Tarassiwka               | Тарасівка        | Тарасовка (Tarassowka)                      |
| Trojaniwka               | Троянівка        | Трояновка (Trojanowka)                      |
| Tschornjaky              | Чорняки          | Черняки (Tschernjaki)                       |
| Tymtschenky              | Тимченки         | Тимченки (Timtschenki)                      |
| Udowytschenky            | Удовиченки       | Удовиченки (Udowitschenki)                  |
| Wassyle-Ustymiwka        | Василе-Устимівка | Василе-Устимовка (Wassile-Ustimowka)        |
| Wassylkowe               | Василькове       | Васильково (Wassilkowo)                     |
| Welyka Pawliwka          | Велика Павлівка  | Великая Павловка (Welikaja Pawlowka)        |
| Welyka Poscharnja        | Велика Пожарня   | Великая Пожарня (Welikaja Poscharnja)       |
| Wlassiwka                | Власівка         | Власовка (Wlassowka)                        |
| Wyssoke                  | Високе           | Высокое (Wyssokoje)                         |
| Zwitowe                  | Цвітове          | Цветово (Zwetowo)                           |

## Söhne und Töchter der Stadt
- Praskowja Parchomenko (1887–1970), ukrainisch-sowjetische Astronomin
- Mykola Serow (1890–1937), ukrainischer Altphilologe, Übersetzer und Dichter